# Battaglia di Saalfeld
La battaglia di Saalfeld fu combattuta il 10 ottobre 1806 dalle truppe del Primo Impero francese comandate da Jean Lannes e le forze prussiane della quarta coalizione sotto la guida del principe Luigi Ferdinando di Prussia.

## La battaglia
A causa del caos nella catena di comando tedesca, l'esercito prussiano, guidato al trentaquattrenne Friedrich Ludwig Christian principe di Prussia (chiamato spesso Louis Ferdinand) e costituito da 7500 fanti, 2500 cavalieri cavalieri e 40 cannoni (anche se fonti tedesche affermano che c'erano solo 8000 uomini), fu schierato ai piedi delle colline, tenendosi alle spalle le sponde paludose del fiume Saale. Il principe di Prussia convinto di essere un'avanguardia seguita a breve da ampie forze, finì con il combattere una inutile battaglia senza alcuna possibilità di ricevere rinforzi. Dal lato opposto, ovvero sulle pendici, si trovavano i soldati francesi. Il principe prussiano era abbastanza sicuro di se stesso e non si preoccupò della posizione che non dava alle truppe alcuna possibilità di ritirata, pensando che, per sconfiggere i francesi, sarebbe bastato attaccarli. Il primo ad attaccare fu il comandante francese Suchet che, coperto dai boschi, aggirò l'ala destra prussiana. Contemporaneamente si mosse anche un battaglione seguito da due cannoni, mentre 1500 metri più a sinistra si muoveva la cavalleria di Treillard in due colonne. Erano le ore 9.45 e, mentre il principe di Prussia tentava di respingere l'offensiva sul lato destro, rinforzata da due battaglioni del 34º reggimento, i francesi continuarono ad avanzare.
Alle 13.00 Lannes ordinò l'attacco e Reille, grazie al 34º reggimento, catturò 15 cannoni avversari, aiutato dal bosco. Louis Ferdinand, principe di Prussia, attaccò i francesi con 5 squadroni di ussari ma, circondato dal 9º e dal 10º reggimento francesi, si diede alla ritirata, per poi essere raggiunto e ucciso insieme a due altri aiutanti di campo dopo aver rifiutato la resa. La scomoda posizione prussiana si rivelò un disastroso ostacolo: infatti, i prussiani tentarono una difficoltosa ritirata per le paludi, inseguiti da numerose compagnie fino oltre Rudolstadt. Il generale Claparède spinse gli avversari nella Schwarza, una compagnia del 40° snidò i fuggiaschi da un cimitero, 4 compagnie del 17° passarono il fiume e proseguirono l'inseguimento fino a Blankenburg. La sconfitta prussiana fu inevitabile. I prigionieri furono 1000 (1500-1800 secondo Souchet), i cannoni presi 33 e gli stendardi catturati 4.